# Божидар Карастоянов (музиковед)
 Тази статия е за българския музиковед.  За българския фотограф вижте Божидар Карастоянов.  
Божидар Пенев Карастоянов е български музиковед, изследовател на певческите традиции на източноцърковната монодия (по-специално руския знаменен роспев и стихирарическото пеене на Константинополската традиция), както и на техните допирни точки с българската народна музика.

## Биография
Роден е на 10 юни 1940 г. в България в учителско семейство. След завършване на музикалното училище във Варна продължава обучението си в теоретико-диригентския факултет на Българската държавна консерватория. През 1966 г. завършва Московската държавна консерватория със специалност „Теория на музиката“ под научното ръководство на Сергей Скребков.
След дипломирането си работи като преподавател в Академията за музикално, танцово и изобразително изкуство, а след това преподава теоретични предмети в „Хоровата капелла“ в Москва, Русия. В периода 1970 – 1985 г. е научен сътрудник в Държавния институт за изкуствознание в Москва към Руската академия на науките, където работи върху проблемите на мелодиката и нотацията на знаменните песнопения на певческите книги „Стихирар Месечен“ и „Празници“.
Завръща се в България и в периода 1985 – 2005 г. работи като научен сътрудник в Института за музика към Българската академия на науките (който по-късно е интегриран в Института за изкуствознание на БАН заедно с Института за изобразителни изкуства). По това време започва да изучава видовете българско литургично пеене и фолклор и да изследва проблемите на теорията на монодичната мелодика и невмените нотации, които разглежда в научни публикации. Изнася лекции и доклади в Австрия, Армения, България, Полша, Русия и Украйна.
От 2001 година живее във Виена, Австрия, където продължава научната си дейност.
Умира на 29 октомври 2023 във Виена, Австрия.

## Монографии
- Песнопения за св.св. Кирил и Методий в невмени извори от XII-XX век, София 1993.[1]
- Мелодические формулы знаменного роспева в Фитнике Федора Крестьянина (Рукопись 60-х г.г. XVII в., РНБ, Собрание Погодина 1925, лл. 183 – 194 об.), Вена 2005. Die melodische Formeln des Znamenny Rospev im Fitnik von Feodor Krestjanin. (Handschrift aus den 60er Jahren. des 17 Jahrhunderts, RNB, Sammlung Pogodin 1925, Bl. 183 – 194), Wien 2005, Преиздаване 2015.[2]
- „Большой Исон“ – „Tò Μέγα ’′Ισον“ Иоанна Кукузеля в редакции XIX века, Вена 2007. „Große Ison“ – „Tò Μέγα ’′Ισον“ vom Ioannes Koukouzelis in der Redaktion des 19. Jahrhunderts, Wien 2007.[3]
- Попевки знаменного роспева. По материалам певческой книги Праздники, новая истинноречная редакция. рукопись конца ХVII в. (Москва, ГИМ, Синодальное певческое собрание № 41), Вена 2008. Die Popevki des Znamenny Rospevs, nach Materialien des Gesangsbuches Prazdniki, neue istinoretschnaya Redaktion. Handschrift vom Ende des 17 Jahrhunderts, Moskau, GIM, Synodale Gesangssammlung Nr. 41, Wien, 2008, Преиздаване 2015.[4]
- Стихира знаменного роспева „Денесе Владычице пресвятая дево царице преходите“ („Днесь Владычица Богородица пресвятая дева царица преходитъ“). Краткая версия стихиры „Днесь Владычица Богородица пресвятая дева царица к сыну своему“. Стихира знаменного роспева „Днесь возрадуемся еже на небесехъ“. „Осмогласием Успенскому Цамблаку подобен“. Публикация, нотнолинейная транскрипция, комментарии, ис-следования, Вена 2009. Sticheron des Znamenny Rospevs „Denese Vladytschice presvjataja devo zarize prechodite“. Kurze Version des Sticherons „Dnes Vladytschica Bogorodica presvjataja deva zariza k synu svoemu“. Sticheron des Znamenny Rospevs „Dnes vozraduemsja ezhe na nebesech“. „Osmoglasiem Uspenskomu Zamblaku podoben“. Publikation, linearnotierte Transkription, Kommentare, Erforschung, Wien 2009.[5]

## Статии
- К вопросу о составлении сводного каталога славянских певческих рукописей, находящихся в СССР, София 1972.
- Тонемы и просодемы знаменного роспева, in: МААФА-75: Первый Всесоюзный семинар по машинным аспектам алгоритмического форматированного анализа музыкальных текстов. (Ереван-Дилиуган, 27. X / 1. XI. 1975 г.). Материалы. Издательство АН АрмССР, Ереван 1975, с. 149 – 155.[6]
- К вопросу расшифровки крюковых певческих рукописей знаменного роспева, in: Musica Antiqua, IV, Acta schientifika, Bydgoszcz 1975 Polska, с. 487 – 503.[7]
- Тонемите в знаменен роспев, in: Българско музикознание, № 4, София 1980, с. 50 – 66.
- Орнаментиране в „болгарский роспев“, in: Българско музикознание, № 1, София 1982, с. 107 – 114.
- Орнаментиране в „болгарский роспев“, in: Първи международен конгрес по българистика, доклади, симпозиум Болгарский роспев. Българо-руски музикални връзки през XIV-XVIII век, София 1982, с. 104 – 111.
- Сегментация мелодий знаменного роспева, in: Всероссийский фестиваль „Невские хоровые ансамбли“. Материалы Всероссийской научно-практической конференции „Прошлое и настоящее русской хоровой культуры“. Ленинград, 18 – 24 мая 1981 года, Москва 1984, с. 47 – 50.
- Два новооткрити нотирани извора за балканската певческа практика на славянски език през XVI век, in: Българско музикознание, № 2, София 1985, с. 3 – 13.
- Мотивите в руския знаменен роспев, in: Българско музикознание, № 1, София 1986, с. 41 – 50.
- Международен конгрес по стара музика на Европейския изток, in: Българско музикознание, № 1, София 1986, с. 109 – 113.
- Сричката – най-малката певческа значима текстова единица в знаменен роспев, in: Българско музикознание, № 4, София 1986, с. 25 – 35.
- Втори международен конгрес по българистика, подсекция Музика, in: Българско музикознание, № 4, София 1986, с. 67 – 77.
- Tonemas and Prosodemas as Rhythmic Elements of Znammeny Rospev, in: Acta of the Congress at Hernenn Castle in November 1986, Hernenn 1991, p. 109 – 127.
- Нотирани стихири за Иван Рилски в руския месечен Стихирар, in: Втори международен конгрес по българистика, № 17, София 1987, с. 165 – 184.
- Стихира за Борис и Глеб „Плътскоую богатяща“ – забележителен образец на старото руско певческо изкуство, in: Българско музикознание, № 3, София 1987, с. 31 – 66.
- За типологията на нотираните певчески книги „Славник“, „Минейник“ и „Стихирар“ от Хаджи Ангел Севлиевец, in: Музикални хоризонти, № 17 – 18, София 1988, с. 40 – 50.[8]
- О таблицах мелодических формул знаменного распева, in: Musica Antiqua VIII, vol. 1, Acta Musicologika, Bydgoszcz 1988, с. 489 – 516.
- За някой особености на средновековата певческа практика като професионално изкуство, in: Професионализмът в народната музикална и средновековна певческа практика, списание Музикални хоризонти, № 12 – 13, София 1989, с. 139 – 146.[9]
- Българска музикална медиевистика днес, in: Нова българска музика ´89, София 1989, с. 21 – 30.
- Нотирани канони за Кирил и Методий в руски служебен миней от XVII век, in: Втори международен конгрес по българистика, том 21, Кирило-Методиевистика, симпозиум, София 1989, с. 364 – 371.
- Знамената като тонемно-прозодемен тип знаци, in: Музикални хоризонти, № 2, София 1989, с. 41 – 61.[10]
- Попевки и фиты в центонах знаменного роспева и их основные формулы, in: Българско музикознание, кн. 1, София 1991, с. 27 – 70.
- Cтруктурни единици от втори порядък в монодията и техните формулни осъществявания, in: Българско музикознание, год. XXVI, София 2002, кн. 2, с. 5 – 17.

## Лекции /Конференции
- Über die melodischen Einheiten des russischen „Znamennyj Rospev“ und ihre Formeln (Institut für Musikwissenschaft, Universität Wien, 1998)
- Wien, 2002: „Zur Erforschung der monodischen Melodik“. / „Об изучении монодийной мелодики“.[11]
- Wien, 2006: „Die für den Gesang bedeutenden Texteinheiten.“/ ”О значимых в пении текстовых единицах“.[12]
- Яш, 2006: "Мелодические формулы позднего стихирарического пения в румынской богослужебной практике".
- Wien, 2008: „Die melodische Formeln und deren Formelrealisierung“./ „Мелодические формулы и их формульная реализация“.
- Wien, 2010: „Die melodische Zeile als Einheit der Tonhöhe in der Theorie des Znamenny Rospevs“, / „Строка – высотное измерение в теории Знаменного роспева“.
- Wien, 2012: „Über einfachen melodischen Elementen in Antiphonen des Gregorianischen Chorals“. / „О простейших мелодических элементах в Антифонах Грегорианского хорала“.
- Wien, 2014: „Ornamentierung als Erscheinungsform des Tonemas“. / „Орнаментирование как явление тонемы“
- Wien 2016: „Über die einfachen Einheiten der Melodie und der Notation“ / О простейших единицах мелодии и нотации".
- Wien, 2018: „Die Höhe der Melodemen und Höhen-Hinweise in der Znamena“ / „Высота мелодем и высотные указания в знаменах“.
- Wien, 2020: „Zum Problem der mehrstufigen Strukturellen Analyse der Gesänge“ / „К проблеме многоуровнего структурного анализа песнопений“.[13]

## Издадени книги
- Карастоянов, Божидар. Песнопения за Св. св. Кирил и Методий в невмени извори от ХII-ХХ век.   София, Музика, 1993. ISBN 9544050086. с. 336.